# Mars-500
Mars-500 fu un esperimento condotto a terra volto a simulare le condizioni di un viaggio verso Marte, frutto di una collaborazione tra l'Agenzia Spaziale Europea (ESA) e l'Agenzia Spaziale Russa. Si svolse all'interno di un'astronave simulata, posta nei locali dell'Institute of Biomedical Problems (IBMP) dell'Accademia russa delle scienze, a Mosca.
Obiettivo del programma fu di raccogliere dati che potranno essere utili per mettere a punto una futura reale missione spaziale umana verso Marte. Furono studiati specialmente gli effetti biomedici e psicologici indotti in persone costrette a vivere per un lungo periodo in un ambiente isolato e ristretto. Vennero monitorati i valori di stress, le regolazioni ormonali e le risposte del sistema immunitario, la qualità del sonno e il tono dell'umore.

## Precedenti

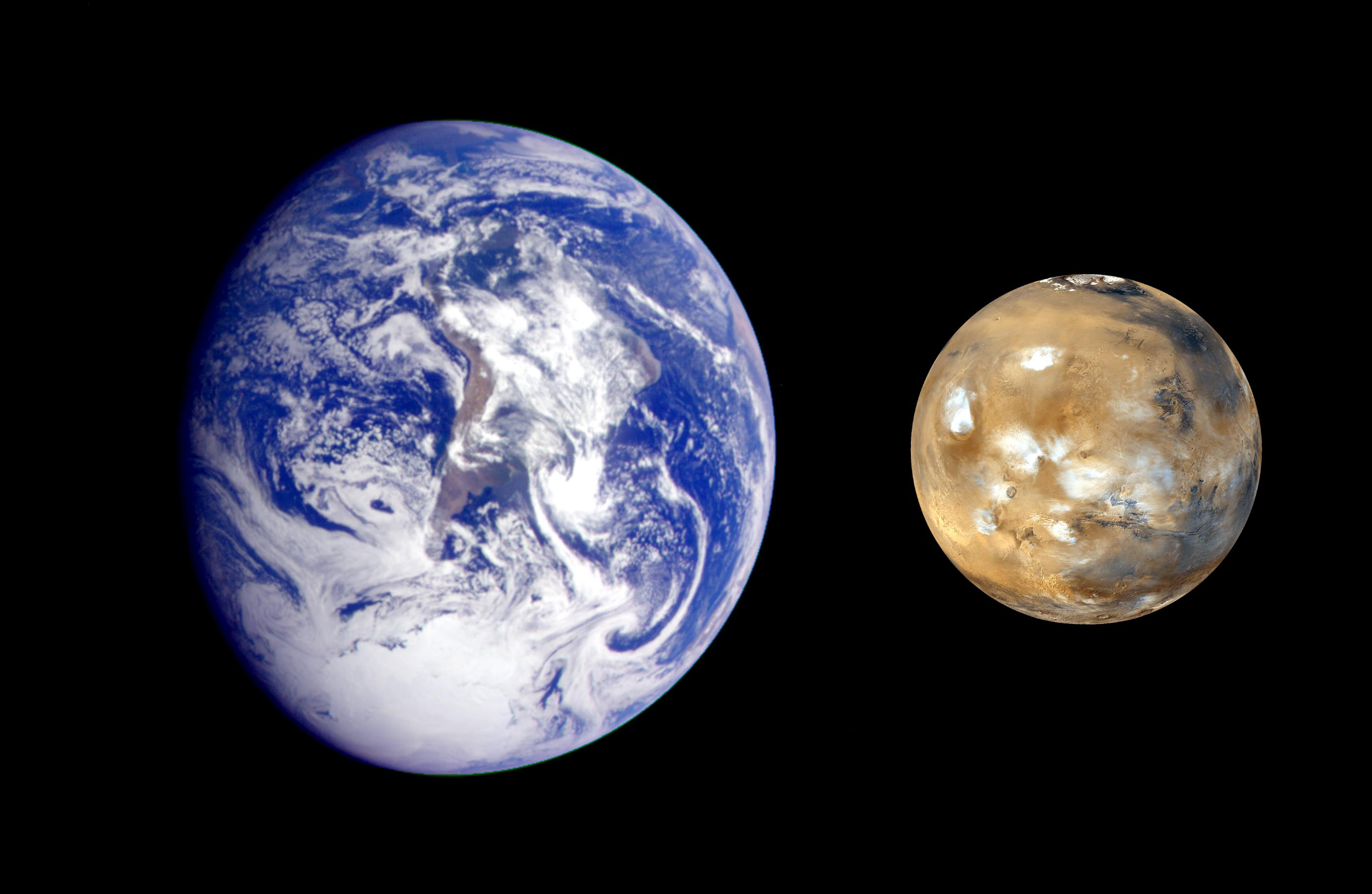
Immagine composita dei pianeti Terra e Marte

Un esperimento analogo, chiamato "Sphinx-99", fu organizzato dall'Institute of Biomedical Problems ad iniziare dal 3 dicembre 1999, con una durata di 110 giorni.

## Fasi dell'esperimento
L'esperimento Mars-500, previsto per una durata complessiva di 640 giorni, ha avuto inizio nel 2007 ed è stato suddiviso in tre fasi distinte. Durante ogni fase un gruppo di volontari, opportunamente selezionati dalle agenzie spaziali europea e russa, vive e lavora in un ambiente isolato dal mondo esterno. Le comunicazioni sono molto limitate e possono avvenire solo tramite il computer, con un ritardo della risposta fino a 40 minuti, analogamente a quanto avverrebbe in una missione spaziale verso Marte.
La prima fase si è svolta dal 15 novembre 2007 al 27 novembre 2007, con una durata di 15 giorni.
La seconda fase si è iniziata il 31 marzo 2009 ed è terminata il 14 luglio 2009, con una durata di 105 giorni.
La terza fase, di gran lunga la più importante, è iniziata il 3 giugno 2010.
Il 14 febbraio 2011, dopo più di otto mesi di “volo”, l'equipaggio affronta il compito di simulare lo sbarco sul pianeta rosso e di muovere i primi passi su una superficie che imita quella di Marte.
Il 4 novembre 2011, dopo 519 giorni l'equipaggio ha terminato la terza fase dell'esperimento.

## Obiettivi dell'esperimento
Gli obiettivi principali dell'esperimento furono:
- Organizzazione dell'attività dell'equipaggio e comunicazione con il controllo a terra.
- Verifica dei metodi e mezzi di controllo e di monitoraggio dell'habitat durante tutto il periodo della missione.
- Simulazione delle attività dell'equipaggio sulla superficie di Marte e delle operazioni durante il volo.
- Verifica dei metodi e delle modalità di controllo, diagnostica e previsione dello stato di salute, capacità lavorative e miglioramento dei mezzi di fornitura di aiuto medico.
- Creazione di un sistema informativo per fornire attività all'equipaggio, salvare e trasferire informazioni elettroniche.
- Approvazione di metodi e mezzi autonomi di supporto psicologico usando, ad esempio, il metodo del sociomapping.

## Installazione sperimentale

Pianta delle strutture che ospitano il programma

La struttura che ospitò il programma era costituita da 5 moduli abitativi collegati tra di loro:
- Modulo abitativo principale (EU-150) - È l'area principale di soggiorno dell'equipaggio, costituita da una struttura cilindrica di 20 x 3,6 metri, con un volume di 150 m³. È suddiviso in sei comparti: un soggiorno-cucina, un soggiorno, una sala di controllo, una toilette e due camere da letto.
- Modulo medico (EU-100) - è una struttura cilindrica di 11,9 x 3,2 metri, con volume di 100 m³. Comprende due letti, una toilette e attrezzature medicali di diagnosi e cura. Poteva essere utilizzata solo in caso di malattia di uno o più membri dell'equipaggio per non contaminare gli altri componenti.
- Modulo di stoccaggio (EU-250) - È una grande struttura cilindrica di 24 x 3,9 metri, suddivisa in 4 compartimenti:
  - Area refrigerata per la conservazione dei cibi deperibili;
  - Area di stoccaggio dei cibi non deperibili;
  - Una serra sperimentale;
  - Un comparto con una sala da bagno, una sauna e un'area con attrezzature da ginnastica.
- Simulatore dell'entrata in orbita attorno a Marte (EC-50) - è un cilindro di 6,3 x 6,17 metri, capace di ospitare fino a tre persone. Fu utilizzato solamente nel periodo di 30 giorni in cui venne simulata la fase orbitale attorno a Marte.
- Simulatore della superficie marziana (SMS) - È una grande struttura semi-cilindrica di 1.200 m³ che simula le condizioni della superficie marziana. Venne utilizzato per circa un mese da parte di tre membri dell'equipaggio. Due di loro poterono fare delle uscite simulate sulla superficie del pianeta, usando tute spaziali appositamente studiate.

## Equipaggio

### Requisiti per i volontari
1. Età: 25-50 anni.
2. Istruzione superiore.
3. Professione richiesta:
  - Medico generico con abilità di primo soccorso
  - Ricercatore medico con abilità di diagnostica in laboratori clinici
  - Biologo
  - Ingegnere specialista in sistemi di supporto vitale
  - Ingegnere specialista in informatica
  - Ingegnere specialista in elettronica
  - Ingegnere meccanico
4. Competenze linguistiche: conoscenze di russo e inglese sia a livello professionale che per la comunicazione giornaliera.

### Equipaggio della prima fase
L'equipaggio dell'esperimento di isolamento per 14 giorni era composto da 6 russi, 5 uomini e una donna.
- Anton Artamonov (1982), ingegnere, fisico e programmatore.
- Oleg Artem'ev (1970), ingegnere e astronauta.
- Alexander Kovalev (1982), un ingegnere, lavora al laboratorio di telemedicina dell'IBMP.
- Dmitry Perfilov (1975), un anestesista, lavora al laboratorio di telemedicina dell'IBMP.
- Sergej Rjazanskij (1974), comandante dell'equipaggio, medico e astronauta.
- Marina Tugusheva (1983), biologa, ricercatore al IBMP.

### Equipaggio della seconda fase
La fase da 105 giorni includeva un equipaggio di 6 membri e terminò il 14 luglio 2009.
- Oleg Artem'ev, astronauta russo.
- Alexei Baranov, medico russo.
- Cyrille Fournier, pilota d'aerei francese.
- Oliver Knickel, ingegnere meccanico dell'esercito tedesco.
- Sergej Rjazanskij (comandante), astronauta russo.
- Alexei Shpakov, fisiologo dello sport russo.

### Equipaggio della terza fase
La terza fase ha visto impiegate oltre 6.000 persone da oltre 40 paesi. Tra i volontari scelti ci sono 3 russi, 2 europei e 1 cinese. Hanno tutti una buona padronanza dell'inglese, ma non tutti parlano russo. Iniziata il 3 giugno 2010, prevede la partecipazione di sei volontari:
- Romain Charles, ingegnere francese (31 anni)[11]
- Sukhrob Kamolov, medico chirurgo russo[7][12]
- Alexei Sitev, ingegnere russo,[7] comandante della missione[13]
- Alexander Smoleevsky, fisiologo russo[7][13]
- Diego Urbina, ingegnere italo-colombiano (27 anni)[8]
- Wang Yue, astronauta cinese (27 anni)[12]

Un altro membro dell'equipaggio (in caso eventuali rimpiazzi) è Mikhail Sinelnikov, un ingegnere russo.